# Bulbostylis subspinescens
Bulbostylis subspinescens är en halvgräsart som beskrevs av Charles Baron Clarke. Bulbostylis subspinescens ingår i släktet Bulbostylis och familjen halvgräs. Inga underarter finns listade i Catalogue of Life.